# Auriac-sur-Vendinelle
Auriac-sur-Vendinelle es una localidad y comuna francesa situada en el departamento de Alto Garona y la región de Mediodía-Pirineos, departamento de Alto Garona, en el distrito de Toulouse y cantón de Caraman.

## Demografía
| 955 | 939 | 849 | 910 | 976 | 958 |
| Para los censos de 1962 a 1999 la población legal corresponde a la población sin duplicidades (Fuente: INSEE [Consultar]) |     |     |     |     |     |